# Dactylella megalobrocha
Dactylella megalobrocha är en svampart som beskrevs av Glockling 1994. Dactylella megalobrocha ingår i släktet Dactylella och familjen vaxskålar.   Inga underarter finns listade i Catalogue of Life.